# San Vicente (Camarines Norte)
San Vicente es un municipio filipino de quinta clase, perteneciente a la provincia de Camarines Norte, en la región de Bicolandia.

## Historia
Hacia mediados del siglo XIX, el lugar, por entonces perteneciente a Talísay, tenía «un corto número de casa, una iglesia [y] una escuela de instruccion primaria». Aparece descrito en el segundo volumen del Diccionario geográfico, estadístico, histórico de las Islas Filipinas (1851) de Manuel Buzeta Núñez y Felipe Bravo con las siguientes palabras:

VICENTE (San): visita del pueblo de Talisay, en la isla de Luzon, prov. de Camarines Norte, dióc. de Nueva Cáceres; sit. en los 126° 34' 30" long. 14° 7' 30" lat., á la orilla derecha de un rio, en terr. llano y clima templado; tiene un corto número de casas, una iglesia, una escuela de instruccion primaria, y un teniente de justicia encargado de la recaudacion de los tributos, los cuales así como sus producciones y pobl. los incluimos en el art. de la matriz.
(Buzeta y Bravo, 1851, p. 467)

En 2020, tenía censados 12 579 habitantes.